# Первоцвет почколистный
Первоцвет почколистный (лат. Primula renifolia) — вид травянистых растений рода Первоцвет (Primula) семейства Первоцветные (Primulaceae).

## Ботаническое описание
Многолетнее короткокорневищное бесстебельное травянистое растение, до 10—15 см высотой. Листья прикорневые, собраны в розетку, округло-почковидные или продолговато-почковидные, основание сердцевидное, верхушка тупая, край неравномерно зубчатый, черешки узкокрылатые.
Генеративный побег на верхушке с зонтиком из цветков. Венчик фиолетовый или сине-фиолетовый. Коробочка соломенно-жёлтая. Цветение в апреле — июне, плодоношение в мае — июне (июле).

## Распространение и экология
Эндемик России, Карачаево-Черкесия, Карачаевский городской округ, окрестности г. Теберда, долина р. Теберды.
Встречается в диапазоне высот от 1400 до 2700 м над уровнем моря, наиболее благоприятным является диапазон от 2000 до 2200 (2400) м. Обитает на скалистых склонах в сосняках и бучинах, предпочитает склоны юго-западной и юго-восточной экспозиции. Петрофит, растёт в трещинах скал и на скальных полках, сложенных хлоритовыми сланцами нижнего палеозоя, мраморовидными известняками, красно-бурыми песчаниками и докембрийскими гранитами (порфировидными и неравномернозернистыми).

## Охрана
Вид внесён в Красные книги России и Карачаево-Черкесии  B2а (охраняется в Тебердинском национальном парке и Даутском заказнике).
Культивируется в ботанических садах Санкт-Петербурга и Москвы.

## Классификация
Primula renifolia Volgunov, Bot. Mater. Gerb. Bot. Inst. Komarova Akad. Nauk S.S.S.R. 8: 111 (1940).
Вид относится к подсекции Primula subg. Primula sect. Primula subsect. Megaseifolia (Balf. f.) Schwz. ex Kovt. (2013) совместно с первоцветом баданолистным (Primula megaseifolia Boiss. & Balansa ex Boiss.), от которого он отличается почковидными (а не округло-широкоэллиптическими) листьями,
отсутствием игольчатых остроконечий на их зубцах, крылатыми (а не округлыми) черешками без густого опушения из членистых красноватых волосков.